# Notogrammitis crassior
Notogrammitis crassior är en stensöteväxtart som först beskrevs av Kirk, och fick sitt nu gällande namn av Barbara S. Parris. Notogrammitis crassior ingår i släktet Notogrammitis och familjen Polypodiaceae. Inga underarter finns listade.